# ジャック・ドリオ

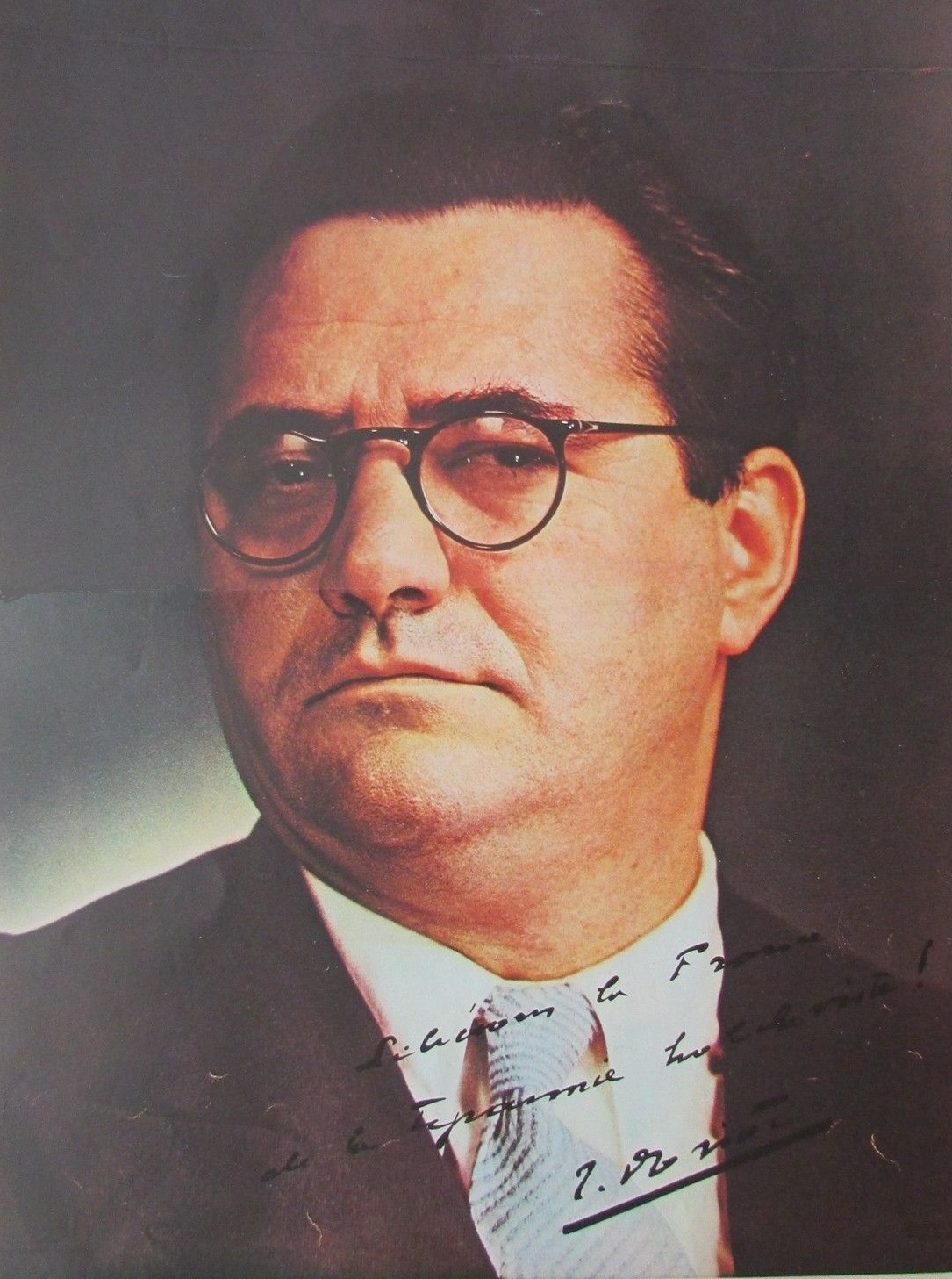

ジャック・ドリオ（Jacques Doriot　1898年9月26日 - 1945年2月22日）は、フランスの政治家。共産主義者から転向してファシストとなり、ヴィシー政権下では代表的なコラボラシオンとなった。

## 生涯
オワーズ県出身。17歳の時にサン＝ドニへと出て金属労働者となり、第二インターナショナル・フランスの青年組織にも参加。第一次世界大戦で従軍するも、抗命の疑いで投獄された。
復員後、フランス共産党の結成に参加し、たびたびソ連を訪れ、コミンテルン代表として中国に派遣されたこともある。1922年に共産主義青年同盟書記長となり、大衆向けの演説で党勢の拡大に貢献して1924年には党中央委員に選出されて党の指導者の一人となり、国会議員にも当選し、1931年には地元サン＝ドニ市長も兼任することとなる。だがモーリス・トレーズとの権力闘争に敗れ、更に対社会党をめぐる路線をめぐってのコミンテルンとの確執や折からのナチス台頭もあって、1936年に共産党を離党。自らフランス人民党を結成し、党首となった。
ドリオの煽情的な演説や宣伝、ドリオの個人的なカリスマもあって、結成当初こそ人民党は熱狂的な支持を得たものの、イタリアのムッソリーニ政権から秘密裏に支援を受けていたことがマスコミで報じられると人気は失速し、加えて人民戦線への支持が強まったことからドリオ自身も国会での議席を失う。その後は反ボルシェヴィズムの傾向を強め、フランス共産党およびソ連への攻撃を強めた。
1940年にフランスがナチス・ドイツに降伏するとコラボラシオンとしてドリオは再度表舞台に登場し、パリを拠点に対独協力の宣伝活動を行うと共に反共義勇軍を組織して東部戦線へと派遣し、自らもしばしば従軍して、鉄十字勲章も授与された。他の政治家やドイツ政権に警戒され、ヴィシー政権入閣の望みは果たされることがなかった。連合国軍のパリ入城を機にドリオはドイツへと亡命し、親独派の亡命政権樹立を目論むが、その途中で連合国軍機の機銃掃射により死去した。